# İbrahim Çolak
İbrahim Çolak (* 7. Januar 1995 in Izmir) ist ein türkischer Kunstturner. Er wurde im Jahr 2019 Weltmeister an den Ringen.

## Karriere
Çolak nahm erstmals im Jahr 2013 an den Turn-Weltmeisterschaften teil. Sein erstes Finale bei Weltmeisterschaften erreichte er 2017 in Montreal. Dort wurde er Fünfter an den Ringen.
In Glasgow wurde Çolak 2018 hinter Eleftherios Petrounias Vizeeuropameister an den Ringen. Mit seinem Weltmeistertitel in Stuttgart 2019 gewann er die erste Goldmedaille für die Türkei bei Turnweltmeisterschaften. Zugleich qualifizierte er sich damit für die Olympischen Sommerspiele 2020 in Tokio. Bei diesen erreichte er im Finale an den Ringen den fünften Platz.